# Jumellea
Genre
Jumellea est un genre de plantes de la famille des orchidacées.
Le genre Jumellea comprend environ une soixantaine d'espèces. Le genre est strictement inféodé à Madagascar, aux Comores et aux Mascareignes. La particularité de ce genre d'orchidées épiphytes est de montrer une grande variabilité de la taille de l'éperon. L'éperon est une modification d'un pétale particulier des fleurs d'orchidées : le labelle. Cet éperon est, chez le genre Jumellea, un tube de taille variable qui renferme du nectar que les papillons de nuit convoitent. Ces papillons de nuit sont attirés par l'odeur suave qu'émettent les fleurs au crépuscule. Ils repèrent la fleur par sa couleur blanche et la pollinisent lorsqu'il prélèvent le nectar de la fleur. Il s'ensuit le développement du fruit (capsule). À Madagascar, ces papillons qui fécondent les fleurs à longs éperons (>10 cm) sont des Sphingidae (sphinx) (Nilsson et al. 1987). Dans les Mascareignes et notamment à La Réunion, l'absence de sphinx à longues pièces buccales a entrainé une évolution des plantes vers l'autofécondation systématique comme c'est le cas chez Jumellea stenophylla (Micheneau, Fournel, Bialecki & Pailler, 2007). Cette espèce ne nécessite donc pas de pollinisateurs pour se reproduire.
Une dizaine d'espèces de Jumellea sont recensées à l'île de La Réunion.
Le genre est nommé en mémoire du Dr. Henri Lucien Jumelle, 1866 - 1935, un botaniste français.

## Liste d'espèces
Selon BioLib (11 octobre 2021) :
- Jumellea alionae P.J.Cribb
- Jumellea ambrensis H.Perrier
- Jumellea amplifolia Schltr.
- Jumellea angustifolia H.Perrier
- Jumellea anjouanensis (Finet) H.Perrier
- Jumellea arachnantha (Rchb.f.) Schltr.
- Jumellea arborescens H.Perrier
- Jumellea bathiei Schltr.
- Jumellea bernetiana J.-B.Castillon
- Jumellea bosseri Pailler
- Jumellea brachycentra Schltr.
- Jumellea brevifolia H.Perrier
- Jumellea comorensis (Rchb.f.) Schltr.
- Jumellea confusa (Schltr.) Schltr.
- Jumellea cowanii (Ridl.) Garay
- Jumellea cyrtoceras Schltr.
- Jumellea dendrobioides Schltr.
- Jumellea densifoliata Senghas
- Jumellea divaricata (Frapp. ex Cordem.) Schltr.
- Jumellea exilis (Cordem.) Schltr.
- Jumellea fragrans (Thouars) Schltr.
- Jumellea francoisii Schltr.
- Jumellea gladiator (Rchb.f.) Schltr.
- Jumellea gregariiflora H.Perrier
- Jumellea hyalina H.Perrier
- Jumellea ibityana Schltr.
- Jumellea intricata H.Perrier
- Jumellea jumelleana (Schltr.) Summerh.
- Jumellea lignosa (Schltr.) Schltr.
- Jumellea linearipetala H.Perrier
- Jumellea longivaginans H.Perrier
- Jumellea majalis (Schltr.) Schltr.
- Jumellea major Schltr.
- Jumellea marojejiensis H.Perrier
- Jumellea maxillarioides (Ridl.) Schltr.
- Jumellea nutans (Frapp. ex Cordem.) Schltr.
- Jumellea ophioplectron (Rchb.f.) Schltr.
- Jumellea pachyceras Schltr.
- Jumellea pachyra (Kraenzl.) H.Perrier
- Jumellea pailleri F.Rakotoar.
- Jumellea papangensis H.Perrier
- Jumellea peyrotii Bosser
- Jumellea phalaenophora (Rchb.f.) Schltr.
- Jumellea porrigens Schltr.
- Jumellea punctata H.Perrier
- Jumellea recta (Thouars) Schltr.
- Jumellea recurva (Thouars) Schltr.
- Jumellea rigida Schltr.
- Jumellea rossii Senghas
- Jumellea similis Schltr.
- Jumellea spathulata (Ridl.) Schltr.
- Jumellea stenoglossa H.Perrier
- Jumellea stenophylla (Frapp. ex Cordem.) Schltr.
- Jumellea stipitata (Frapp. ex Cordem.) Schltr.
- Jumellea teretifolia Schltr.
- Jumellea triquetra (Thouars) Schltr.
- Jumellea usambarensis J.J.Wood
- Jumellea walleri (Rolfe) la Croix
- Jumellea zaratananae Schltr.